# Tom Belz
Tom Belz (* 7. Januar 1987 in Offenbach am Main als Thomas Philipp Belz) ist ein einbeiniger deutscher Bergsteiger, Musiker und Explorer.

## Leben
Belz wuchs in Rodgau als Sohn eines Offsetdruckers und einer Industriekauffrau auf. Im Alter von 8 Jahren erkrankte Belz an einem seltenen bösartigen Knochentumor (Osteosarkom) und verlor sein linkes Bein. An der Käthe-Kollwitz-Schule in Offenbach am Main schloss er eine Ausbildung zum staatlich geprüften Sozialassistenten ab, im Anschluss daran folgte die staatliche Ausbildung zum Erzieher. Seit 2012 arbeitet Belz als Gruppenleiter in der Tagesförderstätte in den Werkstätten Hainbachtal. Trotz linksseitiger Hüftexartikulation spielte er von 2010 bis 2013 Schlagzeug in der Frankfurter Hardcore/Metalband The Green River Burial. Kurz darauf startete er mit zielgruppengerechten Beiträgen in den sozialen Medien und wurde Ende 2017 Brand Ambassador des Schweizer Bergsport-, Kletter- und Outdoor-Labels Mammut. Durch verschiedene Hindernisläufe und der Besteigung des höchsten Berges Afrikas, dem Kilimandscharo, wurde er 2018 in der Öffentlichkeit bekannt.
Große Aufmerksamkeit erlangte er durch den Film Mbuzi Dume – Starke Ziege, welcher erstmals im Rahmen der European Outdoor Film Tour 2018/2019 (kurz EOFT) weltweit in ausgewählten Kinos ausgestrahlt wurde. In der ca. 20-minütigen Dokumentation schildert Belz seine Freundschaft zu dem ihn damals behandelnden Arzt Klaus Siegler und dem Umgang mit einer vermeintlichen Behinderung – meine Behinderung ist keine Entschuldigung.
2019 bekam Belz den Made For More Award der Firma Sport Scheck in der Kategorie Explorer, eine Auszeichnung für besondere Persönlichkeiten im Sport.